# Buck
Guilherme Augusto do Eirado Silva (Jaguaquara-BA, 22 de outubro de 1927 - Rio de Janeiro-RJ, 30 de outubro de 1996), mais conhecido como Buck, foi um remador e treinador de remo baiano.
Foi atleta do Clube de Regatas do Flamengo. Em 1963, ele assumiu o cargo de técnico do remo do clube. À época, o Flamengo não conquistava um campeonato há 20 anos. Com Buck no comando, o Flamengo ganhou 30 dos 33 títulos cariocas que disputou (perdeu somente em 1964 para o Botafogo e em 1970 e 1982 para o Vasco da Gama). Também conquistou nove títulos do Troféu Brasil.
Foi também técnico da Seleção Brasileira de remo a partir de 1963, tendo dirigido a equipe em 10 Pan-Americanos (conquistou 5 medalhas de ouro), 17 mundiais e 7 Olimpíadas. Como atleta, defendeu o Brasil no Campeonato Sulamericano de Remo de 1958 (onde conquistou a medalha de ouro) e nos Jogos Pan-Americanos de Chicago, em 1959.
Faleceu no dia 30 de outubro de 1996, aos 69 anos, vitimado por um enfarte fulminante.

## Conquistas
Como Atleta
- Seleção Brasileira de Remo
  - Campeão Sul-Americano - 1958

como treinador
- Clube de Regatas do Flamengo
  - 30 vezes campeão carioca de Remo[4]
  - 9 vezes campeão do Troféu Brasil de Remo

- Seleção Brasileira de Remo
  - Hepta-campeão sul-americano
  - 21 medalhas em 8 jogos pan-americanos, sendo 5 de ouro

## Homenagens
- Buck tem uma estátua em sua homenagem, que foi erguida na Sede náutica do Clube de Regatas do Flamengo em 1998[4]. A estátua, obra da artista plástica Mazzeredo, ostenta o pavilhão do remo rubro-negro.[8]
- Em 2002, a ciclovia da orla da Lagoa Rodrigo de Freitas, na cidade do Rio de Janeiro, foi batizada de Ciclovia Guilherme Augusto do Eirado Silva (Buck) em sua homenagem.[9]

## Filme "Buck, o Monstro da Lagoa"
Buck, o Monstro da Lagoa é um documentário-televisivo em curta-metragem lançado em 2016. O filme conta a trajetória de vida e a carreira do ex-atleta e treinador.
O filme foi um dos 12 financiados pelo projeto "Memória do Esporte Olímpico Brasileiro" de 2015.